# Taodian, Anhui
Taodian (kinesiska: 陶店) är en socken i östra Kina. Den ligger i Shou härad i staden Huainan i provinsen Anhui, omkring 67 kilometer nordväst om provinshuvudstaden Hefei. Antalet invånare är 10330. Befolkningen består av 5 026 kvinnor och 5 304 män. Barn under 15 år utgör 16,0 %, vuxna 15-64 år 69 %, och äldre över 65 år 13,0 %. Taodian ligger vid sjön Wabu Hu. Taodian är en etnisk minoritetssocken för huifolket.